# Ceratopsia
Die Ceratopsia (auch Ceratopia, eingedeutscht Ceratop(s)ier) sind eine artenreiche Gruppe pflanzenfressender Vogelbeckensaurier (Ornithischia). Sie lebten vorwiegend in der Kreidezeit und waren durch einen Nackenschild und häufig auch Hörner charakterisiert. Fossilfunde stammen fast ausschließlich aus Ostasien und Nordamerika. Zu den bekanntesten Vertretern gehören die Psittacosauridae, die Protoceratopsidae und die Ceratopsidae, zu denen Triceratops und andere gehörnte Dinosaurier gerechnet werden.

## Merkmale

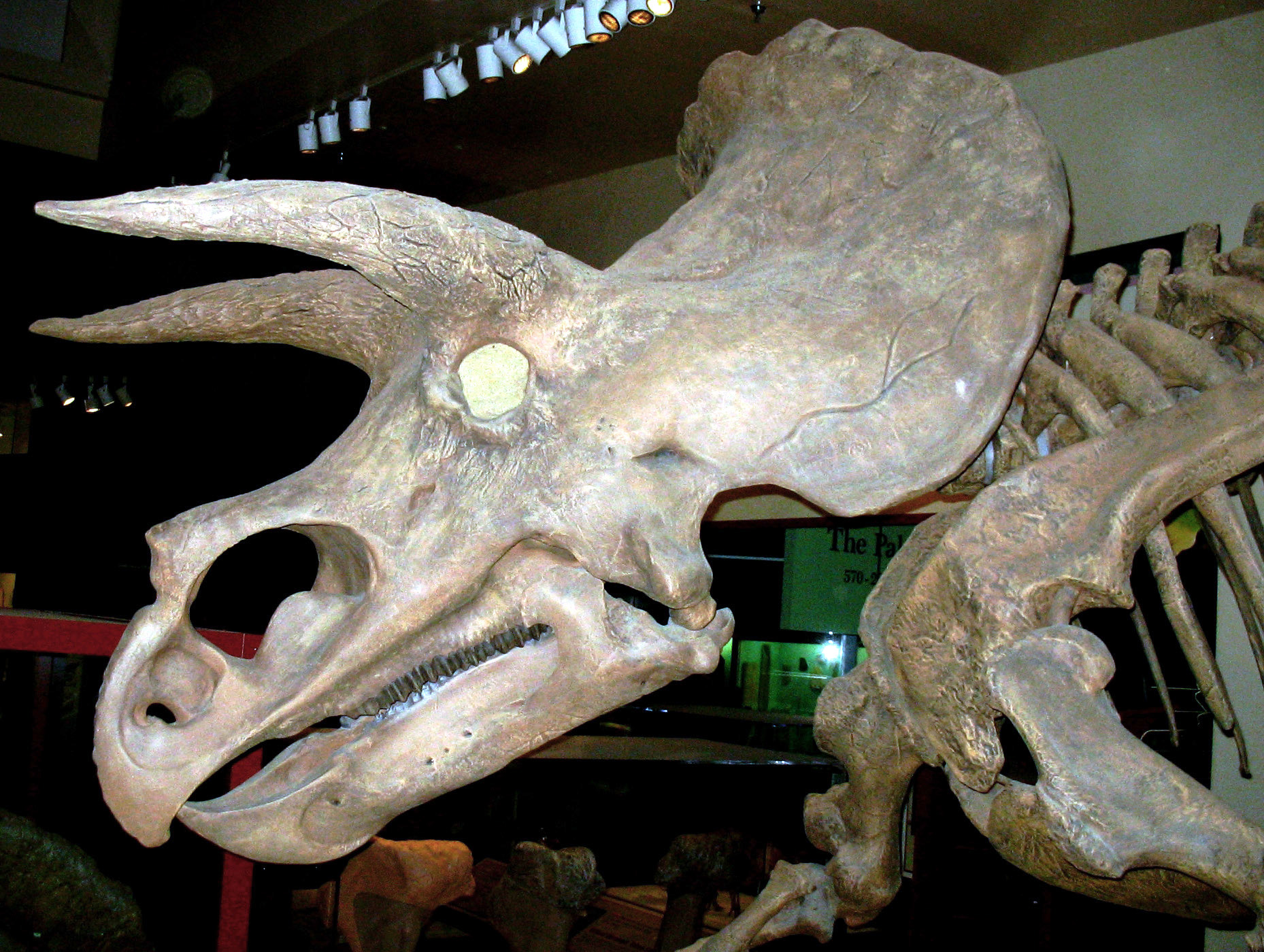
Schädel von Triceratops: Der Rostralknochen an der Spitze des Oberkiefers ist ein Exklusivmerkmal der Ceratopsia.

Die Ceratopsia entwickelten einen großen Formenreichtum und unterschieden sich beträchtlich in ihrem Körperbau. Die kleinsten Vertreter waren nur 1 bis 2 Meter lang, während die größten wie Triceratops bis 8 Meter Länge und ein Gewicht von mehreren Tonnen erreichten. Die Vorderbeine waren stets kürzer als die Hinterbeine, urtümlichere Vertreter bewegten sich häufig biped (auf zwei Beinen), während andere wie die Ceratopsidae quadruped (vierbeinig) waren.
Exklusivmerkmal der Ceratopsia ist der Rostralknochen, der an der Spitze des Oberkiefers lag und dabei das Gegenstück zu dem bei allen Vogelbeckensauriern vorhandenen, vor dem Dentale im Unterkiefer gelegenen Praedentale bildete. Diese beiden Knochen sorgten für die zugespitzte, häufig als papageienschnabelähnlich beschriebene Schnauze der Tiere. Weitere Autapomorphien sind das stark vergrößerte Zwischenkieferbein und die hoch oben gelegenen Nasenlöcher. Die Wangenregion war breit und ausladend. Das Nasenbein trug bei etlichen Vertretern ein Horn oder einen knöchernen Höcker, auch über den Augen konnten – insbesondere bei den Ceratopsidae – Hörner vorhanden sein.
Die Zähne waren für eine pflanzliche Ernährung ausgerichtet. Urtümlichere Neoceratopsia trugen noch Zähne im Zwischenkieferbein, bei den Psittacosauridae und den Ceratopsidae fehlten diese. Besonders spezialisiert waren die Zahnbatterien (reihenförmig angeordnete Zähne, die bei Abnutzung durch den nachfolgenden Zahn ersetzt wurden) der Ceratopsidae.
Im Zuge der Entwicklung der Ceratopsia ist es zur Herausbildung eines Nackenschilds gekommen, das aus dem Scheitel- und dem Schuppenbein gebildet wurde. Bei den Psittacosauridae fehlte er noch, während er bei manchen Ceratopsidae genauso lang wie der eigentliche Schädel sein konnte. Einschließlich des Schildes maß der Schädel mancher Ceratopsidae über 2 Meter, was den längsten Schädel aller landbewohnenden Tiere darstellt.

## Paläobiologie

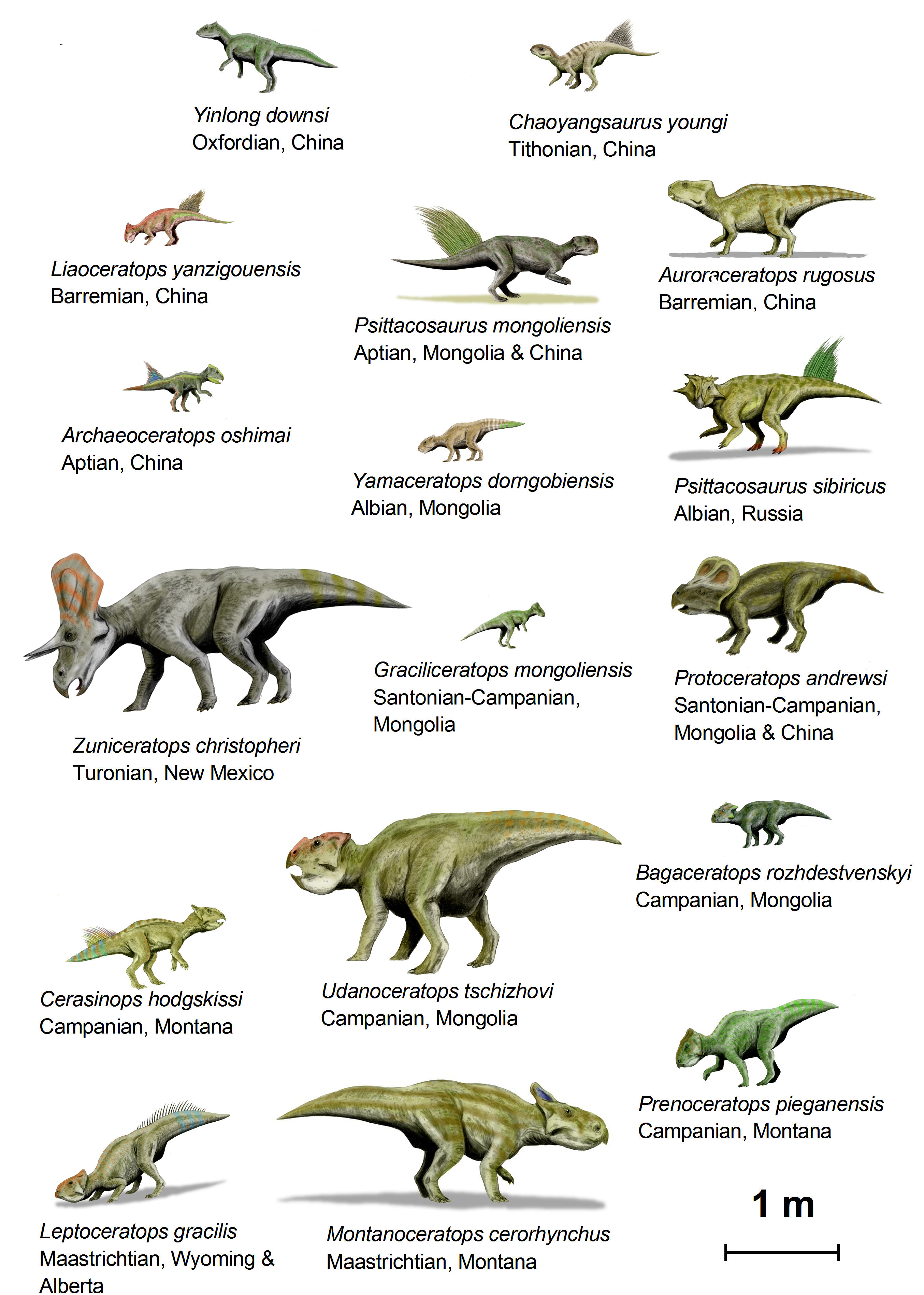
Lebendrekonstruktion von 18 Arten basaler Ceratopsier

Ceratopsia sind von einer Vielzahl von Fundorten bekannt und haben verschiedene Lebensräume bewohnt. Von einigen Vertretern – Prenoceratops und mehrere Ceratopsidae – sind bone beds bekannt. Dies sind Massenablagerungen, bei denen die fossilen Überreste von dutzenden, manchmal sogar hunderten Tieren erhalten sind. Auch wenn Rückschlüsse schwierig sind, so dürften zumindest einige Vertreter einen gewissen Teil des Jahres in Verbänden mit Artgenossen gelebt haben.
Viele Ceratopsia wiesen Hörner oder Knochenhöcker am Kopf sowie einen Nackenschild auf. Der Sinn dieses Kopfschmucks wird heute weniger in der Abwehr gegenüber Fressfeinden als in der Interaktion mit Artgenossen gesehen. Demzufolge dienten Hörner, Höcker oder Schilde der Identifikation, der Zurschaustellung oder Auseinandersetzungen, die sich um Reviergrenzen oder Paarungsvorrechte gedreht haben könnten. Mit dieser Hypothese stimmt überein, dass sich bei einigen Gattungen, etwa Protoceratops, auch ein Geschlechtsdimorphismus erkennen lässt und dass bei Jungtieren Hörner und Nackenschilde weitaus weniger deutlich ausgeprägt waren.
Die Ceratopsia waren Pflanzenfresser. Gemeinsam ist ihnen der zugespitzte Schnabel, der zu einer selektiven Nahrungsaufnahme geeignet war. Der Bau der Zähne variierte: bei Psittacosaurus beispielsweise waren sie noch recht einfach, bei den Ceratopsidae waren die Zähne zu Zahnbatterien mit senkrechter Okklusionsfläche, die ein Zerschneiden der Nahrung ermöglichten, umgebildet. Die Nahrung könnte aus Palmfarnen, Farnen, Koniferen und Palmen bestanden haben.
Ceratopsia haben wie alle Dinosaurier Eier gelegt. Bei manchen Gattungen, Psittacosaurus oder Protoceratops sind alle Entwicklungsstufen vom Schlüpfling bis zum ausgewachsenen Tier bekannt. Ein Fund von Psittacosaurus von einem erwachsenen und 34 Jungtieren lässt eventuell auf elterliche Fürsorge schließen.

## Entwicklungsgeschichte und Verbreitung
Die ältesten Funde von Ceratopsia stammen aus dem Oberen Jura. Der älteste bislang bekannte Vertreter ist Yinlong, der vor etwa 161 bis 155 Millionen Jahre lebte. Abgesehen von den schlecht erhaltenen Chaoyangsaurus und Xuanhuaceratops stammen alle anderen Ceratopsia aus der Kreidezeit. Gegen Ende der Kreidezeit entwickelten insbesondere die Ceratopsidae einen großen Formenreichtum. Beim Massenaussterben am Ende der Kreidezeit vor 65 Millionen Jahren sind sie wie alle Nichtvogel-Dinosaurier ausgestorben.
Nahezu alle Funde von Ceratopsia stammen aus Ostasien und dem westlichen Nordamerika. Aus Ostasien stammen die ältesten Funde, von diesem Erdteil sind unter anderem Yinlong, die Psittacosauridae und die Protoceratopsidae bekannt. Im westlichen Nordamerika – das durch ein Meer vom Rest des Kontinents getrennt war – lebten beispielsweise die Mehrheit der Leptoceratopsidae und die Ceratopsidae. Es gibt drei schlecht erhaltene Fossilien, die eventuell auf ein größeres Verbreitungsgebiet dieser Dinosauriergruppe hindeuten könnten: Serendipaceratops aus Australien, Notoceratops aus Südamerika und ein bisher nicht mit einem wissenschaftlichen Namen versehenes Fossil aus dem östlichen Nordamerika. Klarheit über das genaue Verbreitungsgebiet können nur aussagekräftigere Funde bringen.

## Systematik

### Äußere Systematik

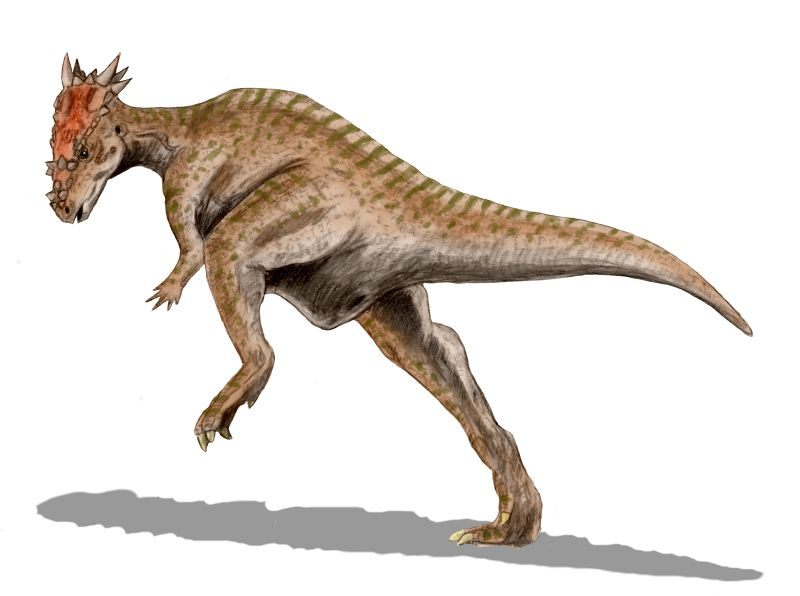
Die durch ein verdicktes Schädeldach charakterisierten Pachycephalosauria sind die Schwestergruppe der Ceratopsia (Lebendrekonstruktion).

Die Ceratopsia werden innerhalb der Dinosaurier in die Vogelbeckensaurier (Ornithischia) gerechnet. Ihre Schwestergruppe bilden die durch das verdickte Schädeldach charakterisierten Pachycephalosauria, gemeinsam bilden sie die Marginocephalia. Durch die Entdeckung von Yinlong, dem urtümlichsten Vertreter der Ceratopsia, im Jahr 2006 konnte die enge Verwandtschaft von Ceratopsia und Pachycephalosauria bestätigt werden, da Yinlong Merkmale beider Dinosauriergruppen in sich vereint.
Die Stellung der Ceratopsia innerhalb der Dinosaurier kommt in folgendem vereinfachten Kladogramm zum Ausdruck:
|                 | Ornithopoda                                                       |
|                 |                                                                   |
| Marginocephalia | \| \| Pachycephalosauria \| \| \| \| \| \| Ceratopsia \| \| \| \| |
|                 | \| \| Pachycephalosauria \| \| \| \| \| \| Ceratopsia \| \| \| \| |
|                 | Pachycephalosauria                                                |
|                 |                                                                   |
|                 | Ceratopsia                                                        |
|                 |                                                                   |

|  | Pachycephalosauria |
|  |                    |
|  | Ceratopsia         |
|  |                    |

|                 | Ornithopoda                                                       |
|                 |                                                                   |
| Marginocephalia | \| \| Pachycephalosauria \| \| \| \| \| \| Ceratopsia \| \| \| \| |
|                 | \| \| Pachycephalosauria \| \| \| \| \| \| Ceratopsia \| \| \| \| |
|                 | Pachycephalosauria                                                |
|                 |                                                                   |
|                 | Ceratopsia                                                        |
|                 |                                                                   |

|  | Pachycephalosauria |
|  |                    |
|  | Ceratopsia         |
|  |                    |

|                 | Ornithopoda                                                       |
|                 |                                                                   |
| Marginocephalia | \| \| Pachycephalosauria \| \| \| \| \| \| Ceratopsia \| \| \| \| |
|                 | \| \| Pachycephalosauria \| \| \| \| \| \| Ceratopsia \| \| \| \| |
|                 | Pachycephalosauria                                                |
|                 |                                                                   |
|                 | Ceratopsia                                                        |
|                 |                                                                   |

|  | Pachycephalosauria |
|  |                    |
|  | Ceratopsia         |
|  |                    |

|                 | Ornithopoda                                                       |
|                 |                                                                   |
| Marginocephalia | \| \| Pachycephalosauria \| \| \| \| \| \| Ceratopsia \| \| \| \| |
|                 | \| \| Pachycephalosauria \| \| \| \| \| \| Ceratopsia \| \| \| \| |
|                 | Pachycephalosauria                                                |
|                 |                                                                   |
|                 | Ceratopsia                                                        |
|                 |                                                                   |

|  | Pachycephalosauria |
|  |                    |
|  | Ceratopsia         |
|  |                    |

|                 | Ornithopoda                                                       |
|                 |                                                                   |
| Marginocephalia | \| \| Pachycephalosauria \| \| \| \| \| \| Ceratopsia \| \| \| \| |
|                 | \| \| Pachycephalosauria \| \| \| \| \| \| Ceratopsia \| \| \| \| |
|                 | Pachycephalosauria                                                |
|                 |                                                                   |
|                 | Ceratopsia                                                        |
|                 |                                                                   |

|  | Pachycephalosauria |
|  |                    |
|  | Ceratopsia         |
|  |                    |

|                 | Ornithopoda                                                       |
|                 |                                                                   |
| Marginocephalia | \| \| Pachycephalosauria \| \| \| \| \| \| Ceratopsia \| \| \| \| |
|                 | \| \| Pachycephalosauria \| \| \| \| \| \| Ceratopsia \| \| \| \| |
|                 | Pachycephalosauria                                                |
|                 |                                                                   |
|                 | Ceratopsia                                                        |
|                 |                                                                   |

|  | Pachycephalosauria |
|  |                    |
|  | Ceratopsia         |
|  |                    |

|                 | Ornithopoda                                                       |
|                 |                                                                   |
| Marginocephalia | \| \| Pachycephalosauria \| \| \| \| \| \| Ceratopsia \| \| \| \| |
|                 | \| \| Pachycephalosauria \| \| \| \| \| \| Ceratopsia \| \| \| \| |
|                 | Pachycephalosauria                                                |
|                 |                                                                   |
|                 | Ceratopsia                                                        |
|                 |                                                                   |

|  | Pachycephalosauria |
|  |                    |
|  | Ceratopsia         |
|  |                    |

|                 | Ornithopoda                                                       |
|                 |                                                                   |
| Marginocephalia | \| \| Pachycephalosauria \| \| \| \| \| \| Ceratopsia \| \| \| \| |
|                 | \| \| Pachycephalosauria \| \| \| \| \| \| Ceratopsia \| \| \| \| |
|                 | Pachycephalosauria                                                |
|                 |                                                                   |
|                 | Ceratopsia                                                        |
|                 |                                                                   |

|  | Pachycephalosauria |
|  |                    |
|  | Ceratopsia         |
|  |                    |

### Innere Systematik
Die nachfolgende Gattungsliste folgt weitgehend You et al. (2004) sowie Dodson et al. (2004), schließt aber seither beschriebene Taxa mit ein.
Ceratopsia
- Yinlong

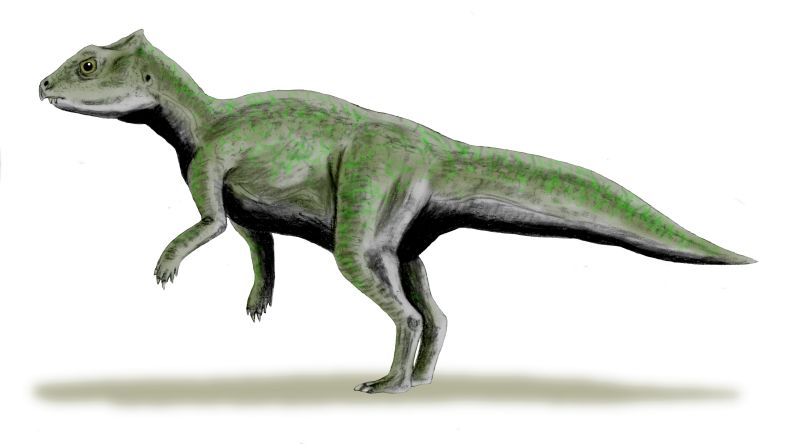
Yinlong

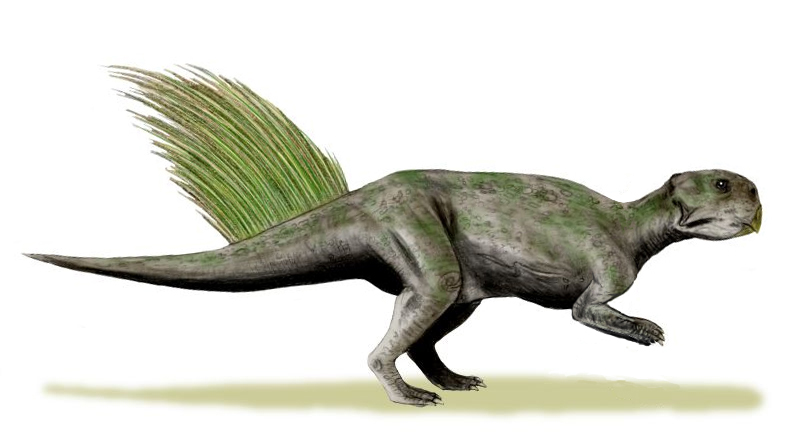
Psittacosaurus

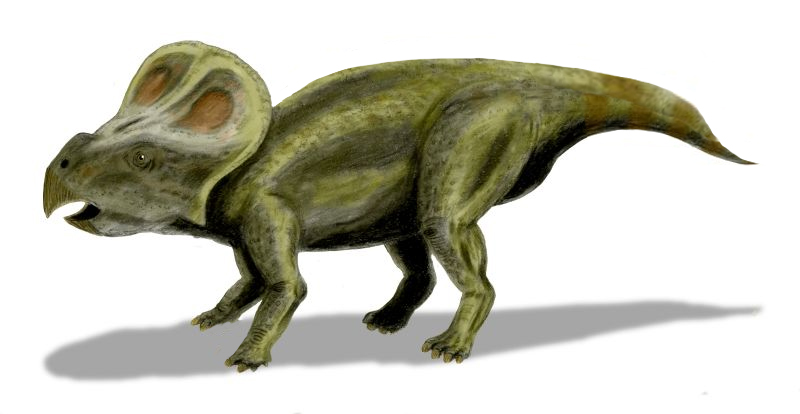
Protoceratops

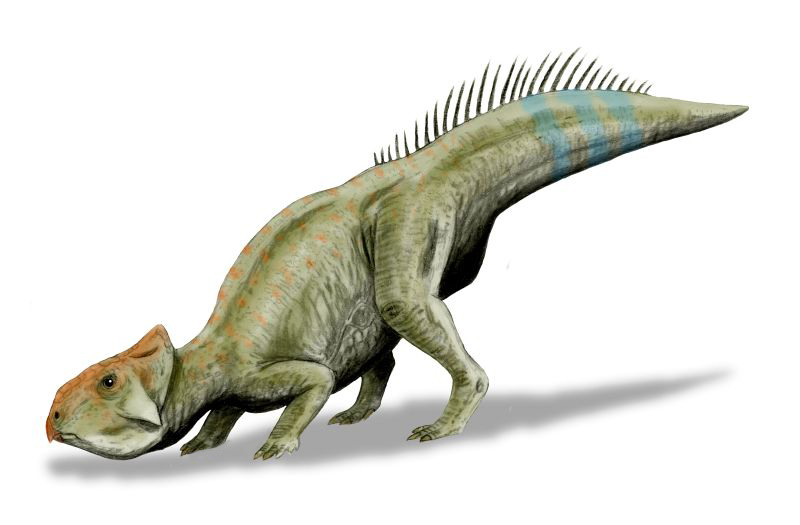
Leptoceratops

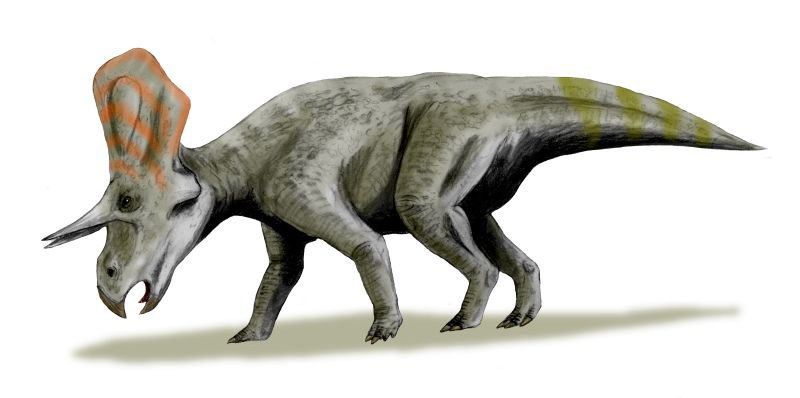
Zuniceratops

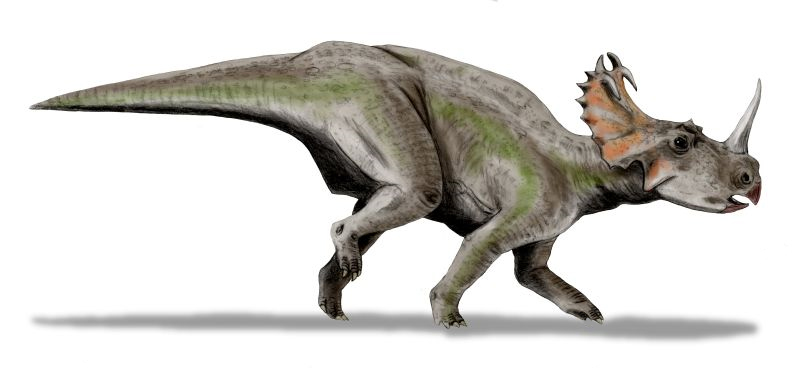
Centrosaurus

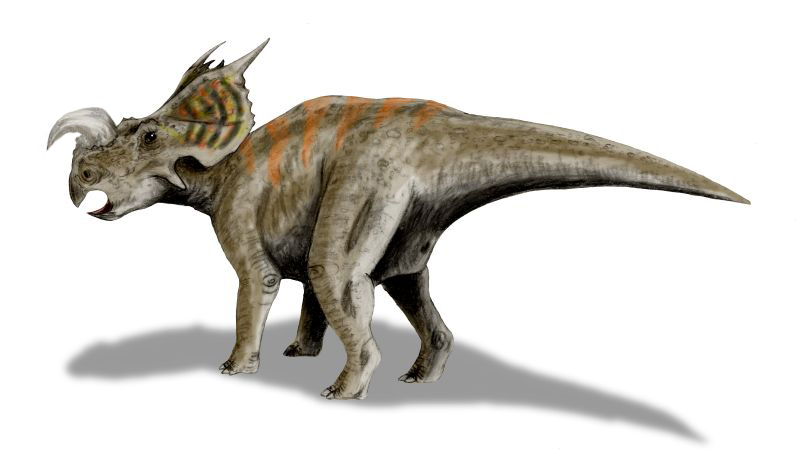
Einiosaurus

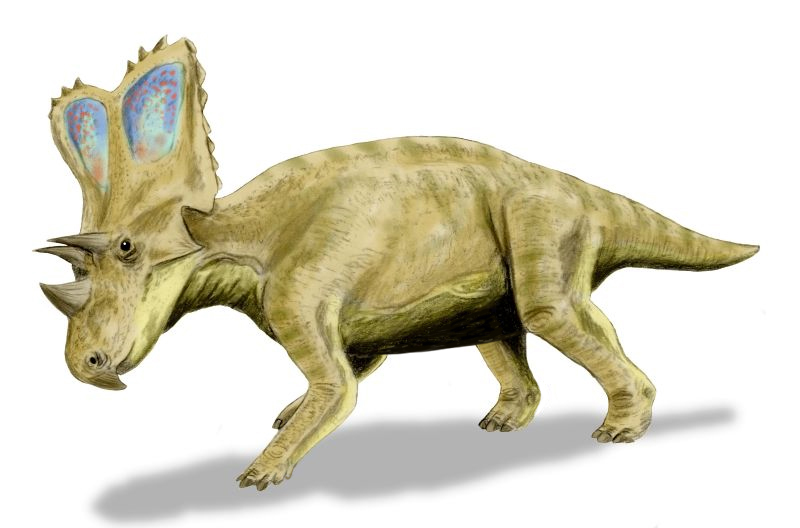
Chasmosaurus

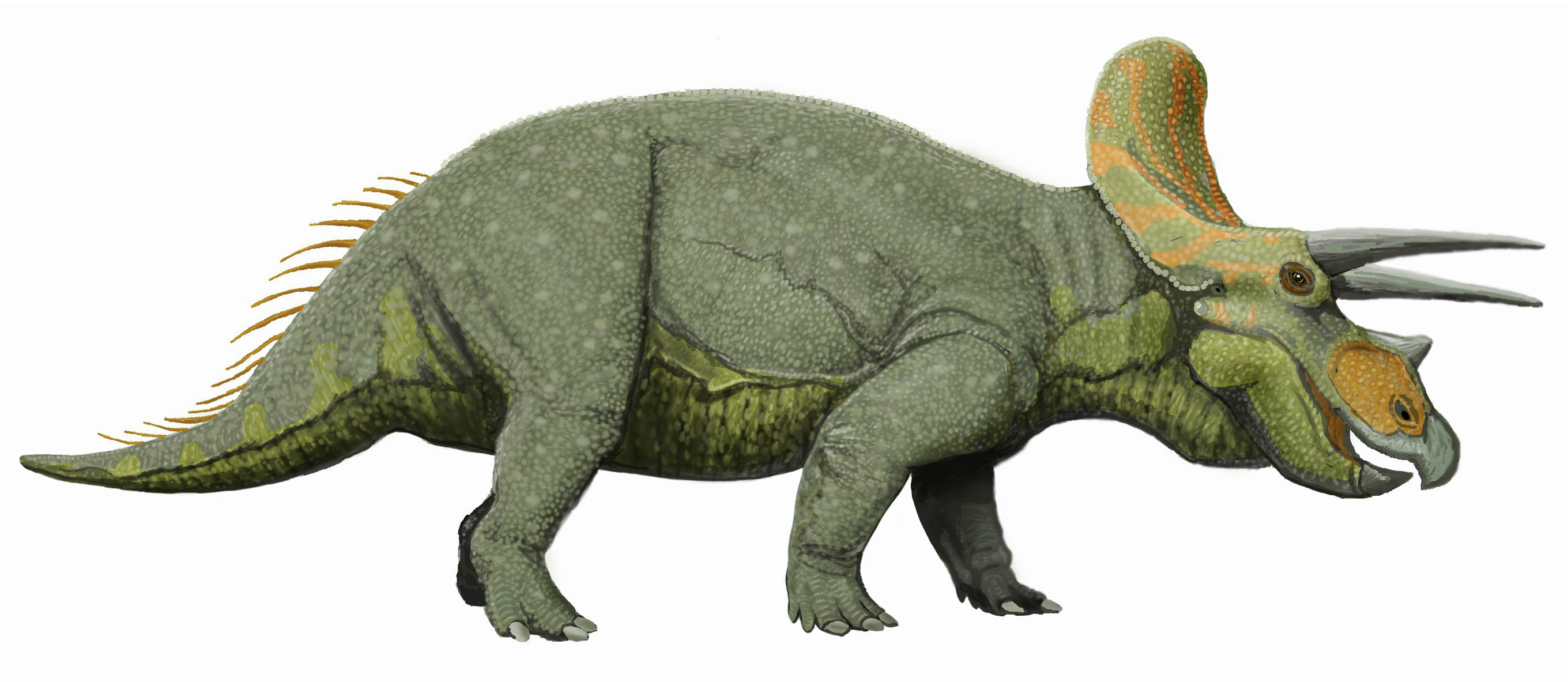
Triceratops

- Chaoyangsauridae (eventuell in Neoceratopsia)
  - Chaoyangsaurus
  - Hualianceratops[3]
  - Xuanhuaceratops
- Psittacosauridae
  - Psittacosaurus
  - Hongshanosaurus (Stellung unsicher)
- Neoceratopsia
  - Ajkaceratops[1]
  - Aquilops[4]
  - Archaeoceratops
  - Auroraceratops
  - Beg[5]
  - Liaoceratops
  - Yamaceratops
  - Cerasinops
  - Coronosauria
    - Protoceratopsidae
      - Bagaceratops
      - Bainoceratops (Stellung unsicher)
      - Breviceratops (Stellung unsicher)
      - Graciliceratops
      - Lamaceratops (Stellung unsicher)
      - Magnirostris (Stellung unsicher)
      - Platyceratops (Stellung unsicher)
      - Protoceratops
      - Udanoceratops

    - Leptoceratopsidae
      - Leptoceratops
      - Montanoceratops
      - Prenoceratops

    - Zuniceratops
    - Ceratopsidae
      - Centrosaurinae
        - Achelousaurus
        - Albertaceratops
        - Avaceratops
        - Brachyceratops (Stellung unsicher)
        - Centrosaurus
        - Diabloceratops[6]
        - Einiosaurus
        - Lokiceratops[7]
        - Monoclonius (Stellung unsicher)
        - Nasutoceratops
        - Pachyrhinosaurus
        - Rubeosaurus[8]
        - Sinoceratops[9]
        - Spinops[10]
        - Styracosaurus
        - Wendiceratops[11]
        - Xenoceratops

      - Chasmosaurinae
        - Agujaceratops
        - Anchiceratops
        - Arrhinoceratops
        - Chasmosaurus
        - Coahuilaceratops
        - Eotriceratops
        - Kosmoceratops[12]
        - Medusaceratops[13]
        - Mojoceratops[14]
        - Nedoceratops
        - Ojoceratops[15]
        - Pentaceratops
        - Tatankaceratops[16]
        - Titanoceratops[17]
        - Torosaurus
        - Triceratops
        - Utahceratops[12]
        - Vagaceratops[12]

  - Nomina dubia und Ceratopsia incertae sedis
    - Agathaumas
    - Asiaceratops
    - Ceratops
    - Dysganus
    - Kulceratops
    - Microceratus
    - Notoceratops
    - Polyonax
    - Serendipaceratops
    - Turanoceratops
    - Ugrosaurus

Ein vereinfachtes Kladogramm der Ceratopsia sieht folgendermaßen aus:
|               | Leptoceratopsidae                                             |
|               |                                                               |
| Ceratopsoidea | \| \| Zuniceratops \| \| \| \| \| \| Ceratopsidae \| \| \| \| |
|               | \| \| Zuniceratops \| \| \| \| \| \| Ceratopsidae \| \| \| \| |
|               | Zuniceratops                                                  |
|               |                                                               |
|               | Ceratopsidae                                                  |
|               |                                                               |

|  | Zuniceratops |
|  |              |
|  | Ceratopsidae |
|  |              |

|               | Leptoceratopsidae                                             |
|               |                                                               |
| Ceratopsoidea | \| \| Zuniceratops \| \| \| \| \| \| Ceratopsidae \| \| \| \| |
|               | \| \| Zuniceratops \| \| \| \| \| \| Ceratopsidae \| \| \| \| |
|               | Zuniceratops                                                  |
|               |                                                               |
|               | Ceratopsidae                                                  |
|               |                                                               |

|  | Zuniceratops |
|  |              |
|  | Ceratopsidae |
|  |              |

|               | Leptoceratopsidae                                             |
|               |                                                               |
| Ceratopsoidea | \| \| Zuniceratops \| \| \| \| \| \| Ceratopsidae \| \| \| \| |
|               | \| \| Zuniceratops \| \| \| \| \| \| Ceratopsidae \| \| \| \| |
|               | Zuniceratops                                                  |
|               |                                                               |
|               | Ceratopsidae                                                  |
|               |                                                               |

|  | Zuniceratops |
|  |              |
|  | Ceratopsidae |
|  |              |

|               | Leptoceratopsidae                                             |
|               |                                                               |
| Ceratopsoidea | \| \| Zuniceratops \| \| \| \| \| \| Ceratopsidae \| \| \| \| |
|               | \| \| Zuniceratops \| \| \| \| \| \| Ceratopsidae \| \| \| \| |
|               | Zuniceratops                                                  |
|               |                                                               |
|               | Ceratopsidae                                                  |
|               |                                                               |

|  | Zuniceratops |
|  |              |
|  | Ceratopsidae |
|  |              |

|               | Leptoceratopsidae                                             |
|               |                                                               |
| Ceratopsoidea | \| \| Zuniceratops \| \| \| \| \| \| Ceratopsidae \| \| \| \| |
|               | \| \| Zuniceratops \| \| \| \| \| \| Ceratopsidae \| \| \| \| |
|               | Zuniceratops                                                  |
|               |                                                               |
|               | Ceratopsidae                                                  |
|               |                                                               |

|  | Zuniceratops |
|  |              |
|  | Ceratopsidae |
|  |              |

|               | Leptoceratopsidae                                             |
|               |                                                               |
| Ceratopsoidea | \| \| Zuniceratops \| \| \| \| \| \| Ceratopsidae \| \| \| \| |
|               | \| \| Zuniceratops \| \| \| \| \| \| Ceratopsidae \| \| \| \| |
|               | Zuniceratops                                                  |
|               |                                                               |
|               | Ceratopsidae                                                  |
|               |                                                               |

|  | Zuniceratops |
|  |              |
|  | Ceratopsidae |
|  |              |

|               | Leptoceratopsidae                                             |
|               |                                                               |
| Ceratopsoidea | \| \| Zuniceratops \| \| \| \| \| \| Ceratopsidae \| \| \| \| |
|               | \| \| Zuniceratops \| \| \| \| \| \| Ceratopsidae \| \| \| \| |
|               | Zuniceratops                                                  |
|               |                                                               |
|               | Ceratopsidae                                                  |
|               |                                                               |

|  | Zuniceratops |
|  |              |
|  | Ceratopsidae |
|  |              |

|               | Leptoceratopsidae                                             |
|               |                                                               |
| Ceratopsoidea | \| \| Zuniceratops \| \| \| \| \| \| Ceratopsidae \| \| \| \| |
|               | \| \| Zuniceratops \| \| \| \| \| \| Ceratopsidae \| \| \| \| |
|               | Zuniceratops                                                  |
|               |                                                               |
|               | Ceratopsidae                                                  |
|               |                                                               |

|  | Zuniceratops |
|  |              |
|  | Ceratopsidae |
|  |              |

|               | Leptoceratopsidae                                             |
|               |                                                               |
| Ceratopsoidea | \| \| Zuniceratops \| \| \| \| \| \| Ceratopsidae \| \| \| \| |
|               | \| \| Zuniceratops \| \| \| \| \| \| Ceratopsidae \| \| \| \| |
|               | Zuniceratops                                                  |
|               |                                                               |
|               | Ceratopsidae                                                  |
|               |                                                               |

|  | Zuniceratops |
|  |              |
|  | Ceratopsidae |
|  |              |

|               | Leptoceratopsidae                                             |
|               |                                                               |
| Ceratopsoidea | \| \| Zuniceratops \| \| \| \| \| \| Ceratopsidae \| \| \| \| |
|               | \| \| Zuniceratops \| \| \| \| \| \| Ceratopsidae \| \| \| \| |
|               | Zuniceratops                                                  |
|               |                                                               |
|               | Ceratopsidae                                                  |
|               |                                                               |

|  | Zuniceratops |
|  |              |
|  | Ceratopsidae |
|  |              |

|               | Leptoceratopsidae                                             |
|               |                                                               |
| Ceratopsoidea | \| \| Zuniceratops \| \| \| \| \| \| Ceratopsidae \| \| \| \| |
|               | \| \| Zuniceratops \| \| \| \| \| \| Ceratopsidae \| \| \| \| |
|               | Zuniceratops                                                  |
|               |                                                               |
|               | Ceratopsidae                                                  |
|               |                                                               |

|  | Zuniceratops |
|  |              |
|  | Ceratopsidae |
|  |              |

|               | Leptoceratopsidae                                             |
|               |                                                               |
| Ceratopsoidea | \| \| Zuniceratops \| \| \| \| \| \| Ceratopsidae \| \| \| \| |
|               | \| \| Zuniceratops \| \| \| \| \| \| Ceratopsidae \| \| \| \| |
|               | Zuniceratops                                                  |
|               |                                                               |
|               | Ceratopsidae                                                  |
|               |                                                               |

|  | Zuniceratops |
|  |              |
|  | Ceratopsidae |
|  |              |

|               | Leptoceratopsidae                                             |
|               |                                                               |
| Ceratopsoidea | \| \| Zuniceratops \| \| \| \| \| \| Ceratopsidae \| \| \| \| |
|               | \| \| Zuniceratops \| \| \| \| \| \| Ceratopsidae \| \| \| \| |
|               | Zuniceratops                                                  |
|               |                                                               |
|               | Ceratopsidae                                                  |
|               |                                                               |

|  | Zuniceratops |
|  |              |
|  | Ceratopsidae |
|  |              |

|               | Leptoceratopsidae                                             |
|               |                                                               |
| Ceratopsoidea | \| \| Zuniceratops \| \| \| \| \| \| Ceratopsidae \| \| \| \| |
|               | \| \| Zuniceratops \| \| \| \| \| \| Ceratopsidae \| \| \| \| |
|               | Zuniceratops                                                  |
|               |                                                               |
|               | Ceratopsidae                                                  |
|               |                                                               |

|  | Zuniceratops |
|  |              |
|  | Ceratopsidae |
|  |              |

|               | Leptoceratopsidae                                             |
|               |                                                               |
| Ceratopsoidea | \| \| Zuniceratops \| \| \| \| \| \| Ceratopsidae \| \| \| \| |
|               | \| \| Zuniceratops \| \| \| \| \| \| Ceratopsidae \| \| \| \| |
|               | Zuniceratops                                                  |
|               |                                                               |
|               | Ceratopsidae                                                  |
|               |                                                               |

|  | Zuniceratops |
|  |              |
|  | Ceratopsidae |
|  |              |

|               | Leptoceratopsidae                                             |
|               |                                                               |
| Ceratopsoidea | \| \| Zuniceratops \| \| \| \| \| \| Ceratopsidae \| \| \| \| |
|               | \| \| Zuniceratops \| \| \| \| \| \| Ceratopsidae \| \| \| \| |
|               | Zuniceratops                                                  |
|               |                                                               |
|               | Ceratopsidae                                                  |
|               |                                                               |

|  | Zuniceratops |
|  |              |
|  | Ceratopsidae |
|  |              |

Umstritten ist die Stellung der Chaoyangsauridae (Chaoyangsaurus und Xuanhuaceratops), die entweder die Schwestergruppe der Neoceratopsia oder deren basalste Vertreter sind. Auch ist nicht restlos geklärt, ob die Protoceratopsidae oder die Leptoceratopsidae näher mit den Ceratopsidae verwandt sind.

## Benennung
Der Name Ceratopsia wurde von Marsh 1890 geprägt. Namensgebend war Ceratops (Latinisierung von altgriechisch κέρας kéras ‚Horn‘ und ὤψ ōps ‚Antlitz‘; wörtlich also „Horngesicht“), ein schlecht erhaltener Fund aus dem Jahr 1888. Eigentlich wären die Formen „Ceratopia“ und „Ceratopidae“ (jeweils ohne s) grammatikalisch richtig, viele Fachwerke verwenden dennoch weiterhin die inkorrekten, von Marsh geprägten Bezeichnungen.